# جيلاني مكوي
جيلاني مكوي (بالإنجليزية: Jelani McCoy)‏ مواليد 6 ديسمبر 1977 في أوكلاند، هو لاعب كرة سلة أمريكي. بدأ مسيرته الاحترافية في سنة 1998. تم اختياره من قبل فريق سياتل سوبرسونيكس خلال الدرافت. يبلغ طوله 6 قدم 10 بوصة (2.1 م). فاز بلقب دوري إن بي إيه.

## المسيرة الاحترافية
لعب مع سياتل سوبرسونيكس من سنة 1998 إلى 2001، ثم لعب مع لوس أنجلوس ليكرز في موسم 2001–2002، ثم لعب مع تورونتو رابتورز في موسم 2002–2003، ثم لعب مع كليفلاند كافالييرز في موسم 2003–2004، ثم لعب مع أتلانتا هوكس في سنة 2004، ثم لعب مع جيانغسو دراجونز في الدوري الصيني في موسم 2004–2005، ثم لعب مع فيولا ريدجو كالابريا في الدوري الإيطالي في موسم 2005–2006، ثم لعب مع منورقة لكرة السلة في الدوري الإسباني في سنة 2007.

## روابط خارجية
- جيلاني مكوي على موقع إن بي أي (الإنجليزية)
- جيلاني مكوي على موقع سبورتس رفرنس (الإنجليزية)
- جيلاني مكوي على موقع الدوري الإسباني لكرة السلة (الإسبانية)
- جيلاني مكوي على موقع كرة السلة الأوروبية.كوم (الإنجليزية)
- جيلاني مكوي على موقع كلية كرة السلة في سبورتس رفرنس.كوم (الإنجليزية)
- جيلاني مكوي على موقع ريلجم (الإنجليزية)
- جيلاني مكوي على موقع بروبوليرز (الإنجليزية)
- جيلاني مكوي على موقع سبورتس رفرنس (الإنجليزية)
- جيلاني مكوي على موقع سبورتس رفرنس (الإنجليزية)